# London School of Business and Finance
London School of Business and Finance es una escuela de negocios privada en Londres, Reino Unido. LSBF ofrece programas de maestrías en administración y finanzas, licenciaturas, formación ejecutiva y empresarial y formaciones para cualificaciones profesionales para la ACCA, CFA,CIM y CIMA. Los programas de LSBF están actualmente validados por las instituciones asociadas.
LSBF tiene dos campus en el centro de Londres en Holborn y Marble Arch. También tiene campus en otras ciudades de Reino Unido, Canadá y Singapur. El aprendizaje y la filosofía de educación de LSBF se basan en el concepto de ofrecer a los estudiantes la oportunidad de conseguir tanto programas académicos como programas profesionales.
Desde septiembre de 2010 el profesor James Kirkbride ha estado a cargo de la Vice-Rectoría de LSBF y el profesor Alfred Morris ha ocupado el lugar de presidente de la junta desde 2011. El patrón de la institución es el Príncipe Miguel de Kent.

## Historia
LSBF tiene sus campus centrales en el centro de Londres en Holborn y Marble Arch. También tiene campus en Manchester y Birmingham. El primer campus fuera del Reino Unido abrió sus puertas en la ciudad de Toronto, Canadá en febrero de 2011. El segundo campus internacional se abrió en Singapur, donde se ofrecen cualificaciones profesionales para la ACCA además de formaciones ejecutivas y empresariales.
Actualmente LSBF ha firmado un convenio de colaboración con una universidad líder en China que verá la formación de un nuevo instituto, La Escuela de Negocios y Finanzas de Shanghái-London (Shanghai-London School of Business and Finance)
En junio de 2011, LSBF inauguró un nuevo campus en Singapur, posicionándolos como la primera escuela Británica con campus en Asia. En línea con su estrategia de expansión en el Lejano Oriente, London School of Business and Finance ofrecerá becas a los estudiantes de Singapur que hayan terminado sus estudios de ACCA para realizar estudios virtuales o en el Reino Unido.
En abril de 2012, LSBF estableció un convenio con London Metropolitan University a través del cual LSBF ofrececía nuevas licenciaturas, maestrías y formaciones profesionales validadas por London Metropolitan University para estudiantes locales e internacionales en sus campueses de Reino Unido.En diciembre de 2012 ambas instituciones terminaron el convenio y emitieron la siguiente comunicación; “Ambas partes han decidido que, a pesar de los grandes logros alcanzados en conjunto, sería conveniente terminar el convenio previamente establecido para tomar caminos independientes. Esto se debe a los cambios recientes en el mercado de la educación superior.
Adicionalmente LSBF cuenta con oficinas de representación en Suiza, La República Checa, Hong Kong, Los Emiratos Árabes Unidos, Pakistán, Kazajistán, Rusia, Colombia e India.

## Afiliaciones y Acreditaciones

### Socios Académicos
LSBF trabaja en conjunto con Grenoble Graduate School of Business ofreciendo diferentes programas de maestría de dos años como: MBA, Master en Finanzas y Masters en Negocios Internacionales. Adicionalmente esta alianza estratégica ofrece un título universitario de Licenciatura en Negocios Internacionales.
LSBF en conjunto con Grenoble Graduate School of Business ofrece dos programas de MBA, en el cual los estudiantes pueden combinar un MBA con otros importantes programas como ACCA, CIMA, o CFA, proporcionando un gran futuro para aquellas personas que quieran trabajar en Finanzas, Contabilidad, banca, entre otras importantes profesiones.
LSBF ha desarrollado dos programas de estudios en colaboración con prestigiosas universidades como; la Universidad de Bradford y la Universidad Central de Lancashire.

### Acreditaciones
LSBF está certificado por the Association of Chartered Certified Accountants [(Asociación de Contadores Públicos Colegiados) (ACCA) para la expedición del Diploma en Gestión Financiera.
En el año 2010, con la introducción del nuevo sistema y control de fronteras del Reino Unido (the UK Border Agency), LSBF fue una de las pocas instituciones que han sido acreditadas por The UK Border Agency, además se la ha concedido la acreditación BAC, patrocinando Tier 4.
Sus cursos profesionales están regulados por importantes entidades competitivas, tales como CIM y ACCA, los cuales tienen estrictas y rigurosas normas de acreditación. Los cursos de ACCA ofrecidos por LSBF están acreditados con excelente calidad por ACCA.
Adicionalmente los cursos de inglés proporcionados por LSBF están acreditados por el British Council tienen afilición con la asociación de profesores de Inglés del Reino Unido. LSBF está en la lista de Educación del Gobierno del Reino Unido listad en el año 2010, presentada ante el Parlamento como un instrumento legislativo por el Ministro de Estado de Universidad y Ciencia, David Willets, MP.

## Escuela Virtual
LSBF ofrece una amplia gama de programas a través de una plataforma de aprendizaje online llamado InterActive la cual te permite tener comunicación interactiva con profesores y docentes sin necesidad de atender el salón de clases. Programas como MBA, Maestría en Finanzas, Master en Marketing, ACCA, CIMA y CFA.
Los estudiantes tienen acceso a las aulas en línea, foros de discusión y una serie de recursos que incluye conferencias de vídeo en directo y grabados, un servicio de soporte técnico de 24 horas, biblioteca en línea y "El caso en cuestión" que consiste en publicaciones de Harvard Business School para apoyar a los estudiantes en sus actividades de aprendizaje.
En 2010, London School of Business and Finance ha creado dos innovadoras aplicaciones que utilizan redes sociales como Facebook: El centro de preparación de LSBF para ACCA es un recurso amplio de estudios para los estudiantes de ACCA, y el Global MBA de LSBF que es el primer MBA en el mundo dictado completamente en Facebook en una forma de "probar antes de comprar”. Los estudiantes pueden probar y analizar la calidad de las clases antes de decidir comprar su Maestría.
Ambas aplicaciones ofrecen material de alta calidad que está siempre disponible para todos de forma gratuita. Los estudiantes del MBA global tienen una opción adicional para optar por la evaluación y calificación certificada por la Universidad de Gales.
Ambas aplicaciones han sido reconocidos y reportados en los medios de comunicación nacional e internacional: El MBA global de LSBF fue presentado en prestigiosos medios de comunicación como The New York Times, y Bloomberg mientras que el Centro de preparación LSBF ACCA fue galardonado con el "Estudio de Recursos del Año 'por la revista PQ en febrero de 2011. A partir de febrero de 2011, el Centro de preparación ACCA de LSBF ha recibido más de 36.000 ‘me gusta’ en Facebook así como el MBA global de LSBF que tiene cerca de 90.000.
Aparte de FacebookLSBF tiene varios canales en YouTube como puede ser el LSBFLondon'sChannel donde comparten sus cursos virtuales gratuitamente y para todo el mundo.
La LSBF tiene un especial interés por el mercado en español por lo que también trabaja distribuyendo contenido de forma virtual a través de la plataforma Wedubox con quienes firmó un convenio para comercializar su contenido principalmente para el mercado Latinoamericano.

## Becas
El príncipe Miguel de Kent patrocina un programa de becas en LSBF para estudiantes sobresalientes de países con mercados emergentes.
Otros programas de becas en LSBF incluyen una beca corporativa, que consiste en conectar a los estudiantes directamente con los grandes compañías a través de la División Corporativa de LSBF, además existe una beca que consiste en motivar a las madres cabezas de familia de convertirse en directores ejecutivos y presidentes de grandes corporaciones, adicionalmente existen diversas becas, diseñadas para asegurar que los estudiantes provengan de diversas culturas y países, proporcionando la oportunidad para formar grandes redes corporativas compuestas por miembros internacionales.

## Profesores Invitados

### David Blunkett
En julio de 2011 el exsecretario del Interior del Reino Unido y el secretario de Educación, David Blunkett fueron nombrados como profesores visitantes en LSBF. La Primera conferencia del Sr. Blunkett, en el campus de Marble Arch, se enfocó en aspectos claves de liderazgo y las cualidades necesarias para ser un líder eficaz en los negocios y en la política.

## Clasificaciones
En junio de 2011, la Maestría de Negocios de la Escuela de Graduados de Grenoble. Programa de finanzas que ofrece LSBF se clasificó sexto en todo el mundo por el Financial Times.

## LSBF en los medios

### BBC
En octubre de 2011, la escuela de inglés de LSBF aparece en el canal de televisión BBC THREE en un documental sobre un grupo de jóvenes emprendedores con sueños de realizar estudios en Inglés, por lo cual viajaron al Reino Unido. Uno de estos estudiantes fue un estudiante que se inscribió a en un curso de Inglés de LSBF con el fin de prepararse para una entrevista de trabajo importante, la cual fue un éxito y el estudiante cuenta con una excelente carrera profesional en el Reino Unido.

### Die Welt
Un artículo, escrito por el periodista, Christina Petrick-Loehr, quien recientemente visitó LSBF, se publicó en el principal periódico alemán Die Welt, centrándose en los beneficios de estudiar en LSBF como estudiante internacional.

### Business Week Bloomberg
Un artículo, escrito por el periodista Alison Damast fue publicado en la revista Business Week Bloomberg el 20 de septiembre de 2011, centrándose en el programa Undergraduate 360° Programme recientemente lanzado.

### Campus

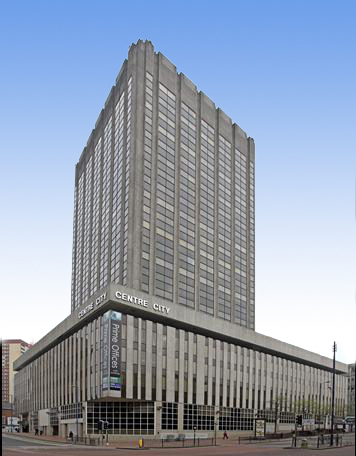
Birmingham
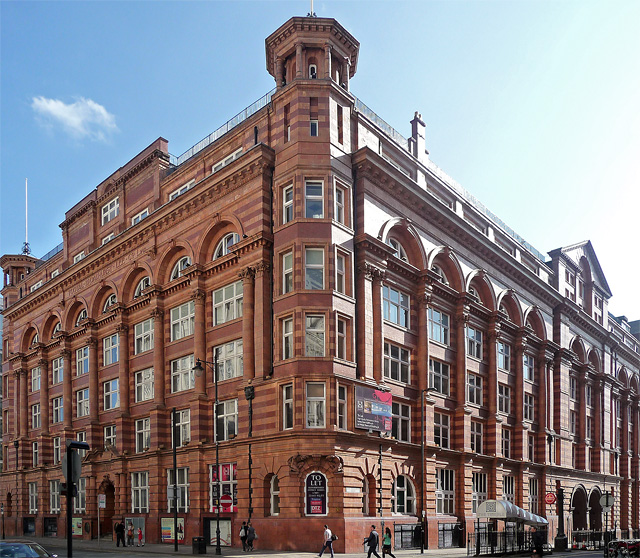
Manchester
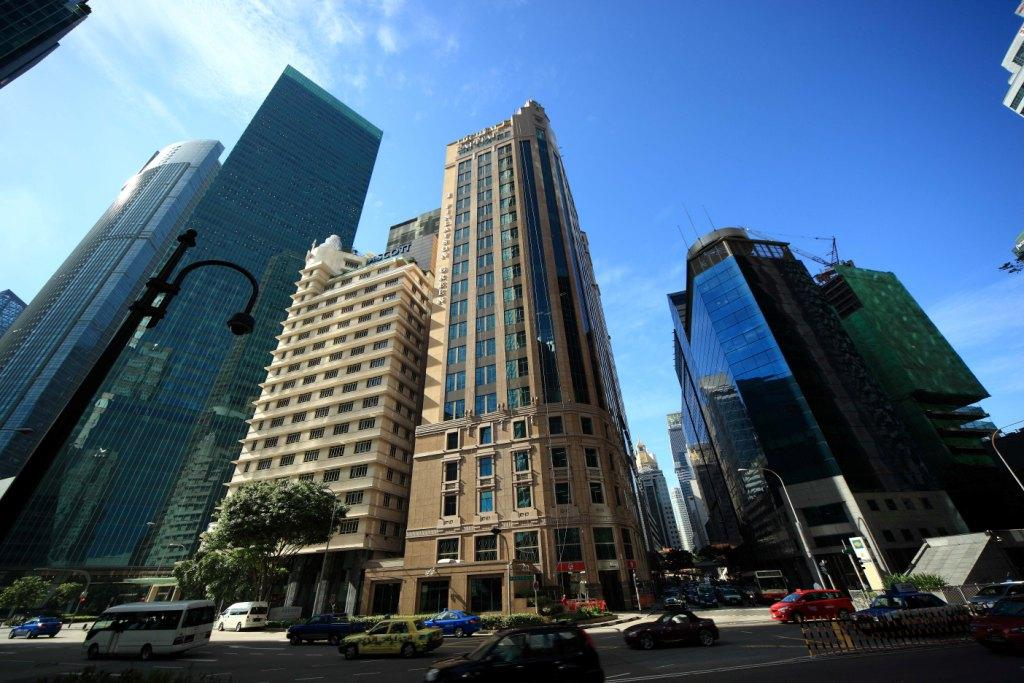
Singapur
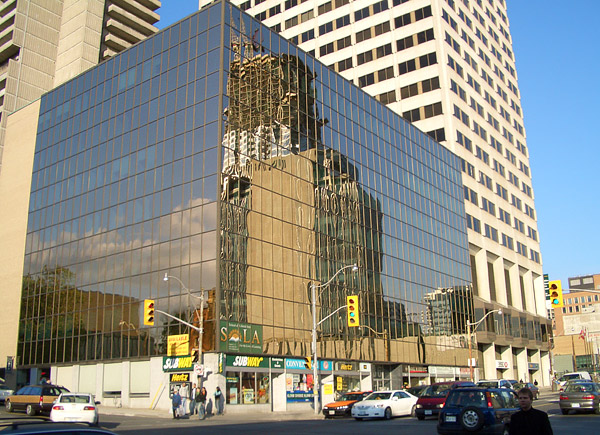
Toronto
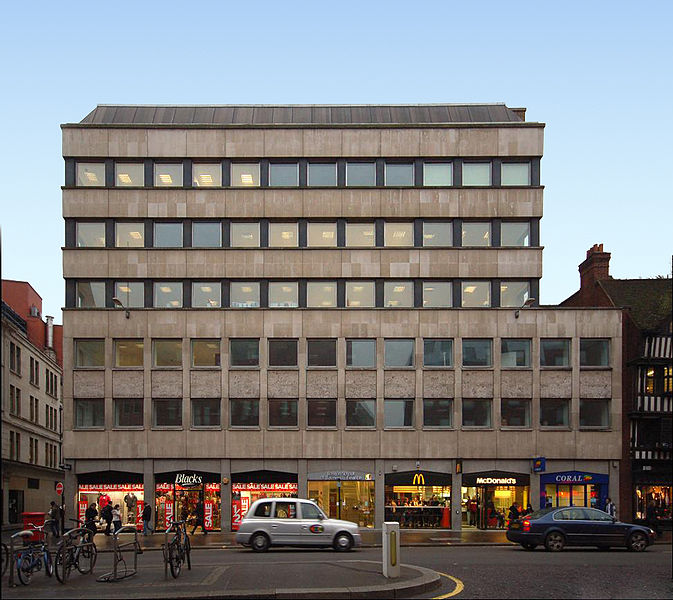
Holborn
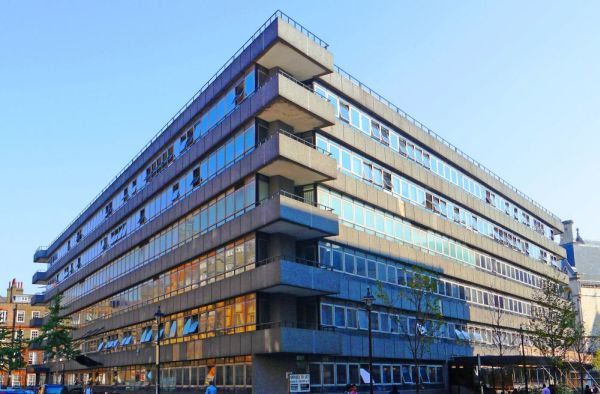
New_Court

- Datos: Q1869074
- Multimedia: London School of Business and Finance / Q1869074